# خواجه احمد یسوی
احمد یَسَوی (زادهٔ ۱۰۹۳ میلادی در روستای اسپیجاب (سَیرَم) قزاقستان امروزی، وفات ۱۱۶۶ میلادی یَسی) متصوف ترک، شاعر و بنیانگذار طریقت یسویه می‌باشد.

## احمد یسوی
احمد یسوی، صوفی معروف و بنیانگذار یسویه، معروف به پیر ترکستان و حضرت سلطان.
زندگی او در هاله‌ای از افسانه پنهان مانده‌است و حتی مکتوبات پیرامون زندگی وی نیز از این افسانه‌ها در امان نمانده‌است. محمد فؤاد کوپرولو محقق معروف ترک دربارهٔ زندگی و آثارش تحقیقات مفصل و پر دامنه‌ای انجام داده‌است. او ابتدا زندگی ستایش آمیز یسوی را بر اساس مدارک مکتوب آورده‌است و سپس با نقد علمی سعی کرده‌است تا زندگی تاریخی وی را نیز از خلال همین افسانه‌ها بیرون بکشد و کتاب صوفیان نخستین در ادبیات ترک محصول این تحقیقات بوده‌است. خلاصه تحقیقات او چنین است:

## زندگی یسوی

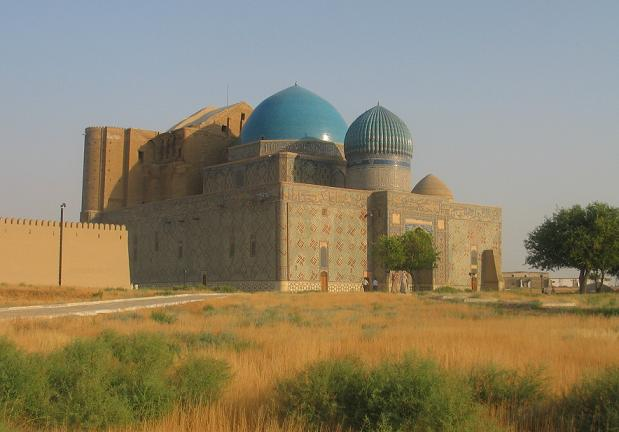
مقبره خواجه احمد یسوی

احمد یسوی در روستای اسپیجاب (سَیرَم) قزاقستان امروزی به دنیا آمد. می‌توان حدس زد که در نیمه‌های قرن پنجم متولد شده‌است. پدر او شیخ ابراهیم از معروف‌ترین مشایخ اسپیجاب بود که با «عایشه خاتون» دختر «موسی شیخ» از خلفای خود ازدواج کرد و از این زن احمد و دختری دیگر متولد شد. خاندان او به محمد حنفیه، فرزند علی بن ابیطالب می‌رسد.
در کودکی به شهر یسی مهاجرت کرده و مرید ارسلان بابا، از شیوخ ترکستان گردید و از این جهت به یسوی معروف شد. سپس به بخارا رفته و مرید شیخ یوسف همدانی شده و از همو مقام خلافت را گرفته و به یسی بازمی‌گردد و تا آخر عمر در همان شهر به ارشاد می‌پردازد؛ و در سال ۵۶۲ ق در همان‌جا وفات می‌نماید. شرف الدین علی یزدی مورخ نامی، می‌نویسد تیمور گورکانی به زیارت مزار خواجه احمد یسوی در یسی رفت و دستور داد تا بر تربت او بارگاهی عالی بسازند که تاکنون نیز این بارگاه باقی است. برخی از اولاد و خویشان تیمور نیز در کنار مقبره او دفن شده اندآرامگاه او سال‌ها به عنوان زیارتگاه ترکان آسیای مرکزی بوده و صوفیان در آن خلوت نشینی می‌کردند.آرامگاه او در یسی یا شهر ترکستان امروزه در کشور قزاقستان کنونی قرار دارد.

### نسب
با توجه به روایت خاندان شیخ ابراهیم بر این وجه به امام محمد حنفیه بن علی بن ابیطالب منتهی می‌شد: شیخ ابراهیم بن شیخ الیاس بن شیخ محمود بن شیخ محمود(؟!) بن شیخ محمد بن شیخ افتخار بن شیخ عمر بن شیخ عثمان بن شیخ حسین بن شیخ حسن بن شیخ اسماعیل بن شیخ موسی بن شیخ مؤمن بن شیخ هارون بن شیخ الشیوخ بحر العرفان جبل الاطمینان قطب ترکستان خواجه اسحاق باب بن عبدالرحمن بن عبدالقهار بن عبدالفتاح بن امام الحنفی بن علی بن ابیطالب.

## اشعار
مجموعه اشعار او به نام دیوان حکمت معروف است که به ترکی است و به اکثر اشعار آن به وزن هجایی (وزن شعر باستانی ترکی) سروده شده‌است و از دیر باز تاکنون آسیای میانه مشهور است. اگرچه بخاطر دخل و تصرف کاتبان مختلف و اضافه شدن تدریجی اشعار در طول زمان، نمی‌توان به یقین گفت که تمامی اشعار آن از خود یسوی باشد.
مناجات نامه
الهی قادرا پروردگارا
رحم قیل بندگانا ای کردگارا
اجابت سنددی و مندَ مناجات
ای- ای ذوالجلال جمله حاجات
الهی حاجتیم‌نی سن روا قیل
کریم سن لطف ائله دردیم دوا قیل
الهی ذات پاکین حرمتیدین
آییرکیل بیزنی شیطان زحمتیدین
ملکا توفیق سوییدین سن ایچورقیل
کرم بیرله گناهیم‌نی کیچورکیل
که بیلماس‌ده گناه بسیار قیلدیم
کونول لاری بوزوب آزار قیلدیم
که هر عاصی ایرور رحمت‌کا لایق
قیل ای احد دعاغه بول موافق

## طریقت یسویه بعد از احمد یسوی
طریقتی که او بنیان گذارد توسط شاگردان و خلفایش گسترش یافت و مهم‌ترین و گسترده‌ترین طریقت صوفیه در میان ترکان آسیای مرکزی تا زمان به وجود آمدن نقشبندیه بود. اکثر خلفای این طریقت پسوند آتا را پس از نامشان دارند. اولین خلیفه او «منصور آتا» پسر ارسلان بابا بود (ارسلان بابا اولین مرشد احمد یسوی بود) دومین خلیفه او، «سعید آتای خوارزمی». سومین خلیفه‌اش «حکیم آتا» یا سلیمان باغیرقانی است. از میان خلفای او معروفترینش حکیم آتا ست در در ترکستان پیرامون زندگی وی افسانه‌های بسیاری شکل گرفته‌است. او به روایتی ۲۰ سال پس از مرگ یسوی وفات نمود و مزار او در چند جای ترکستان که معروفترینش خوارزم است سال‌ها محل زیارت زوار بوده‌است. چند کتاب ترکی با نام‌های «کتاب باقیرغان»، «کتاب مریم»، «کتاب آخر زمان» و «دیوان حکیم آتا» به او نسبت داده می‌شود که کتاب‌های بسیار معروفی نزد ترکان و تاتارها و ترکمنها بوده ولی مانند کتاب دیوان حکمت خواجه احمد یسوی، در صحت انتساب تمامی آن‌ها به وی جای شک وجود دارد و احتمالاً بعدها توسط دیگران مطالبی از آن‌ها کم و مطالبی به آن‌ها اضافه شده‌است و تغییر زیادی یافته‌است. در برخی منابع آمده‌است که حکیم آتا، «عنبر آنا» دختر «بغراخان» را به زنی می‌گیرد، و پس از مرگ، معروفترین خلیفه وی، «زنگی آتا» از خوارزم به تاشکند آمده و با عنبر آنا ازدواج می‌کند. زنگی آتا از فرزندان ارسلان بابا و عرب نژاد بوده مزار او در فاصله ۸ کیلومتری شهر تاشکند به سمرقند است. چهار خلیفه او عبارت بودند از:اوزون حسن آتا، سید آتا، صدر آتا و بدر آتا که معرفترینش سید آتا و معروفترین خلیفه او اسماعیل آتاست. این سلسله خلفا در منابع مختلف متصوفه به گونه‌های مختلفی ثبت شده و اکثراً داستانهای افسانه‌ای دربارهٔ اشان گفته شده‌است.
آنچه مسلم است، طریقت یسویه تا زمان ظهور خواجه بهاءالدین محمد نقشبند(۷۱۷–۷۹۱ه‍.ق) دارای نفوذ و شهرت بوده و بعدها در نقشبندیه مستحیل شده‌است و البته می‌توان گفت نقشبندیه و بکتاشیه هر دو به گونه‌ای منشعب از این طریقت می‌باشند و خطوط عمومی آن‌ها چندان تفاوتی باهم ندارند.چنان‌که در منابع آمده‌است دوتن از مرشدان و استادان بهاء الدین نقشبند به نام‌های «خلیل آتا» و «قثم شیخ» هر دو از مشایخ یسویه بوده‌اند بارتولد ترک‌شناس معروف روس، شخصیت خلیل آتا یا خلیل سلطان مرشد بهاء الدین نقشبند را یکی از پادشاهان گمنام اردوی زرین می‌داند که حتی سکه‌هایی به نام او هم زده شده‌است.و یا در روایات بکتاشی آمده‌است که حاجی بکتاش سر سلسله بکتاشیه از مریدان خواجه احمد یسوی بوده‌است. تأثیر یسویه بر طریقت مولویه به واسطه بکتاشیه هم محتمل است.